# Tarachidia
Tarachidia är ett släkte av fjärilar. Tarachidia ingår i familjen nattflyn.

## Dottertaxa tillTarachidia, i alfabetisk ordning[1]
- Tarachidia alata
- Tarachidia albimargo
- Tarachidia albisecta
- Tarachidia albitermen
- Tarachidia bicolorata
- Tarachidia binocula
- Tarachidia bruchi
- Tarachidia candefacta
- Tarachidia candefactella
- Tarachidia carmelita
- Tarachidia clausula
- Tarachidia corrientes
- Tarachidia cuta
- Tarachidia debilis
- Tarachidia deleta
- Tarachidia discoidales
- Tarachidia erastrioides
- Tarachidia flavibasis
- Tarachidia fortunata
- Tarachidia fumata
- Tarachidia georgica
- Tarachidia haworthana
- Tarachidia heonyx
- Tarachidia holophaea
- Tarachidia huita
- Tarachidia inornata
- Tarachidia libedis
- Tarachidia margarita
- Tarachidia marginata
- Tarachidia minuta
- Tarachidia mixta
- Tarachidia modesta
- Tarachidia mora
- Tarachidia nannodes
- Tarachidia neomexicana
- Tarachidia nigrans
- Tarachidia obsoleta
- Tarachidia parvula
- Tarachidia perita
- Tarachidia phecolisca
- Tarachidia semibrunnea
- Tarachidia semiflava
- Tarachidia subcitrinalis
- Tarachidia tenuescens
- Tarachidia tenuicula
- Tarachidia tortricina
- Tarachidia venustula
- Tarachidia virginalis
- Tarachidia viridans